# ستيوارت سبيد
ستيوارت سبيد (13 سبتمبر 1942 في نيوزيلندا - ) (بالإنجليزية: Stewart Speed)‏ هو لاعب كريكت نيوزلندي.

## وصلات خارجية
- ستيوارت سبيد على موقع إي آس بي آن كريك إنفو (الإنجليزية)